# Posse de George Washington em 1789
A primeira posse de George Washington como o primeiro presidente dos Estados Unidos foi realizada na quinta-feira, 30 de abril de 1789, na sacada do Federal Hall, na cidade de Nova Iorque. A posse foi realizada quase dois meses após o início do primeiro mandato de quatro anos de George Washington como presidente. O chanceler de Nova Iorque, Robert R. Livingston, administrou o juramento presidencial de posse. Com esta posse, o poder executivo do governo dos Estados Unidos iniciou oficialmente as operações sob a nova estrutura de governo estabelecida pela Constituição de 1787. A posse de John Adams como vice-presidente foi em 21 de abril de 1789, quando ele assumiu suas funções como presidente do Senado dos Estados Unidos; esta também continua sendo a única posse programada para ocorrer em um dia que não era janeiro nem março.

## Início do primeiro mandato presidencial
O primeiro mandato presidencial começou em 4 de março de 1789, data definida pelo Congresso da Confederação para o início das operações do governo federal sob a nova Constituição. No entanto, atrasos logísticos impediram o início real das operações do Poder Executivo naquele dia. Naquela data, a Câmara dos Representantes e o Senado se reuniram pela primeira vez, mas ambos adiaram devido à falta de quórum. Como resultado, os votos do Colégio Eleitoral para presidente não puderam ser contados ou certificados. Em 1º de abril, a Câmara se reuniu com quórum presente pela primeira vez, e os representantes começaram seu trabalho, com a eleição de Frederick Muhlenberg como seu primeiro presidente. O Senado atingiu o quórum pela primeira vez em 6 de abril, e elegeu John Langdon como seu primeiro presidente pro tempore. aquele mesmo dia, a Câmara e o Senado se reuniram em sessão conjunta para contar os votos eleitorais e certificar os resultados; o senador Langdon presidiu. Washington e Adams foram certificados como tendo sido eleitos presidente e vice-presidente, respectivamente.

### Jornada de Washington para Nova Iorque
O secretário do Congresso Continental, Charles Thomson, foi nomeado pelo Senado para entregar a Washington a carta contendo a notícia de sua eleição. Thomson entregou a notificação oficial a Washington em Mount Vernon em 14 de abril de 1789. Washington respondeu imediatamente e partiu dois dias depois para a cidade Nova Iorque, acompanhado por David Humphreys e Thomson.
Ao longo do caminho, Washington recebeu boas-vindas triunfantes em quase todas as cidades por onde passou. Entre elas, Alexandria; Georgetown, Maryland (agora parte de Washington D.C.); Baltimore; e Havre de Grace. Um dos lugares em que passou a noite foi a Taverna de Spurrier em Baltimore. Pouco depois do meio-dia de 20 de abril, Washington chegou a uma recepção elaborada em Gray's Ferry, na Filadélfia. Em 21 de abril, as Senhoras de Trenton organizaram sua recepção em Trenton. Em 23 de abril, ele deixou Elizabethtown, Nova Jérsei e pegou uma pequena barcaça com 13 pilotos pelo estreito de maré Kill Van Kull até a Baía Superior de Nova Iorque e, de lá, a cidade. Uma variedade de barcos o cercou durante a viagem, e a aproximação de Washington foi saudada por uma série de tiros de canhão, primeiro uma salva de treze tiros pelo navio de guerra espanhol Galveston, depois pelo North Carolina e, finalmente, por outra artilharia. Milhares se reuniram na orla para vê-lo chegar. Washington desembarcou em Murray's Wharf (ao pé de Wall Street), onde foi recebido pelo governador de Nova Iorque George Clinton, bem como por outros congressistas e cidadãos. Uma placa agora marca o local de desembarque. Eles seguiram pelas ruas até o que seria a nova residência oficial de Washington, 3 Cherry Street.

## Posse

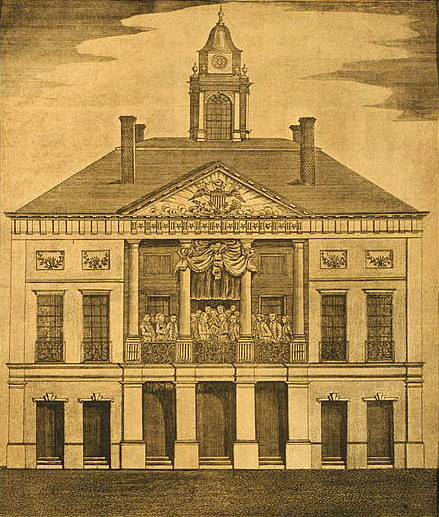
Federal Hall, Nova Iorque, local da primeira posse de George Washington, 30 de abril de 1789.

Desde quase o amanhecer de 30 de abril de 1789, uma multidão de pessoas começou a se reunir em torno da casa de Washington, e ao meio-dia eles seguiram para o Federal Hall pela Queen Street e Great Dock (ambas agora Pearl Street) e Broad Street. Washington vestia um terno marrom escuro de fabricação americana com meias de seda branca e fivelas de sapato prateadas; ele também usava uma espada com punho de aço e um sobretudo vermelho escuro.
Após sua chegada ao Federal Hall, então capitólio da nação e o local onde o 1.º Congresso dos Estados Unidos se reuniu, Washington foi formalmente apresentado à Câmara e ao Senado, após o que o vice-presidente John Adams anunciou que era hora da posse (Adams já havia assumido a vice-presidência em 21 de abril, quando começou a presidir as sessões do Senado). Washington seguiu até a sacada do segundo andar. O chanceler de Nova Iorque Robert R. Livingston, que serviu no Comitê dos Cinco que redigiu a Declaração da Independência, administrou o juramento presidencial de posse em vista de multidões de pessoas reunidas nas ruas. A Bíblia usada na cerimônia era da Loja St. John's No. 1, cujo Mestre era Jacob Morton, que serviu como Marechal da Posse. A Bíblia foi aberta aleatoriamente em Gênesis 49:13 ("Zebulom habitará no porto do mar; e ele será um porto de navios; e sua fronteira será até Sídon"). Depois, Livingston gritou "Vida longa a George Washington, Presidente dos Estados Unidos!"  para a multidão, que foi respondida com aplausos e uma salva de 13 tiros. O primeiro discurso inaugural foi posteriormente proferido por Washington na câmara do Senado, com 1.419 palavras. Naquela época, não houve bailes de posse no dia da cerimônia, embora uma semana depois, em 7 de maio, um baile tenha sido realizado na cidade de Nova Iorque para homenagear o primeiro presidente.

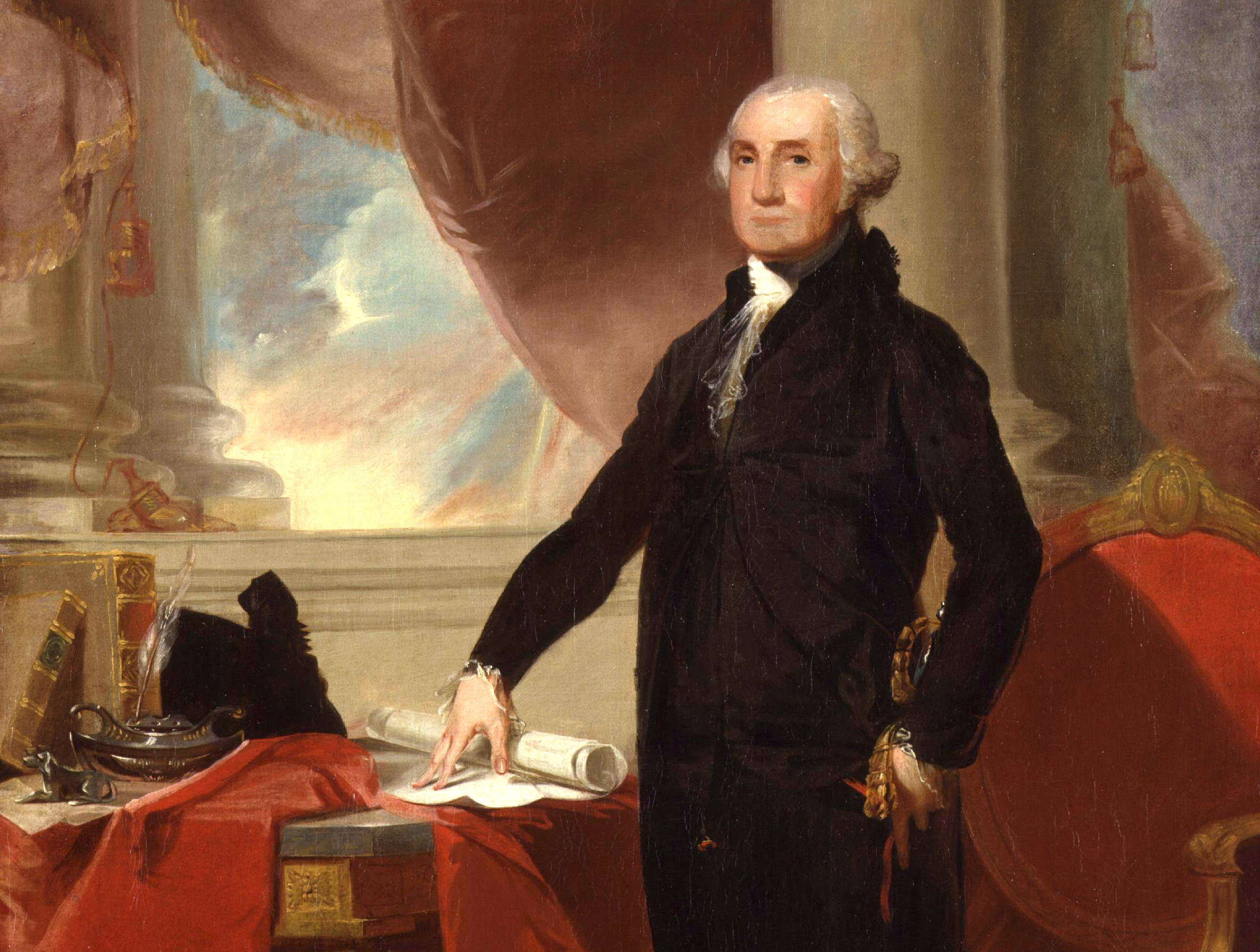
George Washington teve que pedir dinheiro emprestado para viajar para sua primeira posse. (Foto de Universal History Archive/Getty Images)

George Washington teve que pedir dinheiro emprestado apenas para chegar à cidade de Nova Iorque, que era a capital na época. Embora possuísse 60.000 acres de terra e 300 escravos, Washington tinha pouco dinheiro e não conseguia obter nada negociando com outros proprietários de terras, pois eles estavam igualmente sem dinheiro. Washington disse ao sobrinho que o salário era pelo menos parte da razão pela qual ele aceitou a presidência, "já que meus meios não são adequados para as despesas com as quais tenho vivido desde minha aposentadoria."
Três dias antes de George Washington fazer o juramento de posse como o primeiro presidente dos Estados Unidos, o Congresso aprovou a seguinte resolução: "Resolvido, que após o juramento ter sido administrado ao Presidente, ele, acompanhado pelo Vice-presidente e membros do Senado e da Câmara dos Representantes, deverá seguir para a Capela de São Paulo, para ouvir o serviço divino." Assim, o reverendo Samuel Provoost (1742–1815), recém-nomeado capelão do Senado dos Estados Unidos e primeiro bispo episcopal de Nova Iorque, oficiou um serviço na Capela de São Paulo em 30 de abril de 1789, imediatamente após a posse de Washington, com o recém-empossado presidente e membros do Congresso presentes.

## Na cultura popular
- A inauguração é retratada em um episódio da minissérie da HBO de 2008, John Adams, embora Robert Livingston seja erroneamente retratado gritando "Deus abençoe George Washington!" no final da cerimônia, em vez de "Vida longa a George Washington!"
- Este evento, sua localização e data de 30 de abril ganham um significado especial em Metal Gear Solid 2: Sons of Liberty.